# Piper PA-18
Il Piper PA-18 Super Cub è un monomotore leggero da turismo, ad ala alta e carrello d'atterraggio convenzionale (biciclo) fisso, prodotto dall'azienda statunitense Piper Aircraft Corporation dalla fine degli anni quaranta fino agli anni novanta.
Basato sui progetti della serie Cub, derivati dai capostipiti Piper J-3 e Taylor E-2, i Super Cub vengono comunemente utilizzati in ruoli diversi, come bush flying, traino alianti e striscioni pubblicitari, e in tutte quelle situazioni in cui sono richieste le sue capacità STOL. Grazie alle sue caratteristiche è considerato uno dei più ricercati bush plane del mondo in quanto velivoli della stessa classe, come ad esempio l'Aviat Husky, benché di progettazione più recente hanno necessità di una distanza di decollo maggiore a quella di un Super Cub.
Oltre a quella terrestre è stata commercializzata una versione idro a scarponi. e successivamente, benché alcune forze aeree mondiali lo usino come aereo da addestramento basico per la formazione dei propri piloti, una versione espressamente destinata al mercato militare designata Piper L-18.

## Versioni e varianti

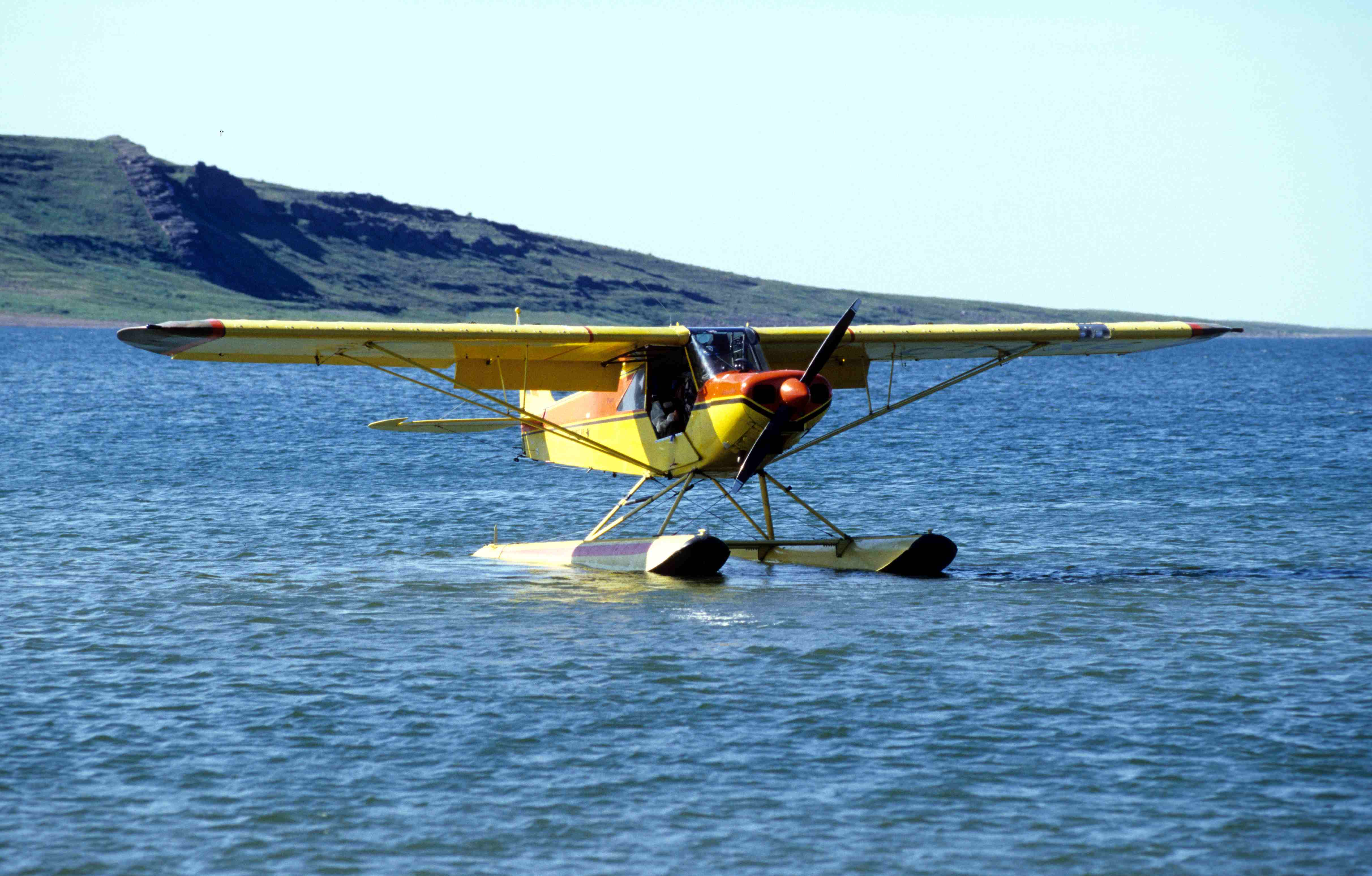
Un PA-18-150 versione idrovolante a scarponi.

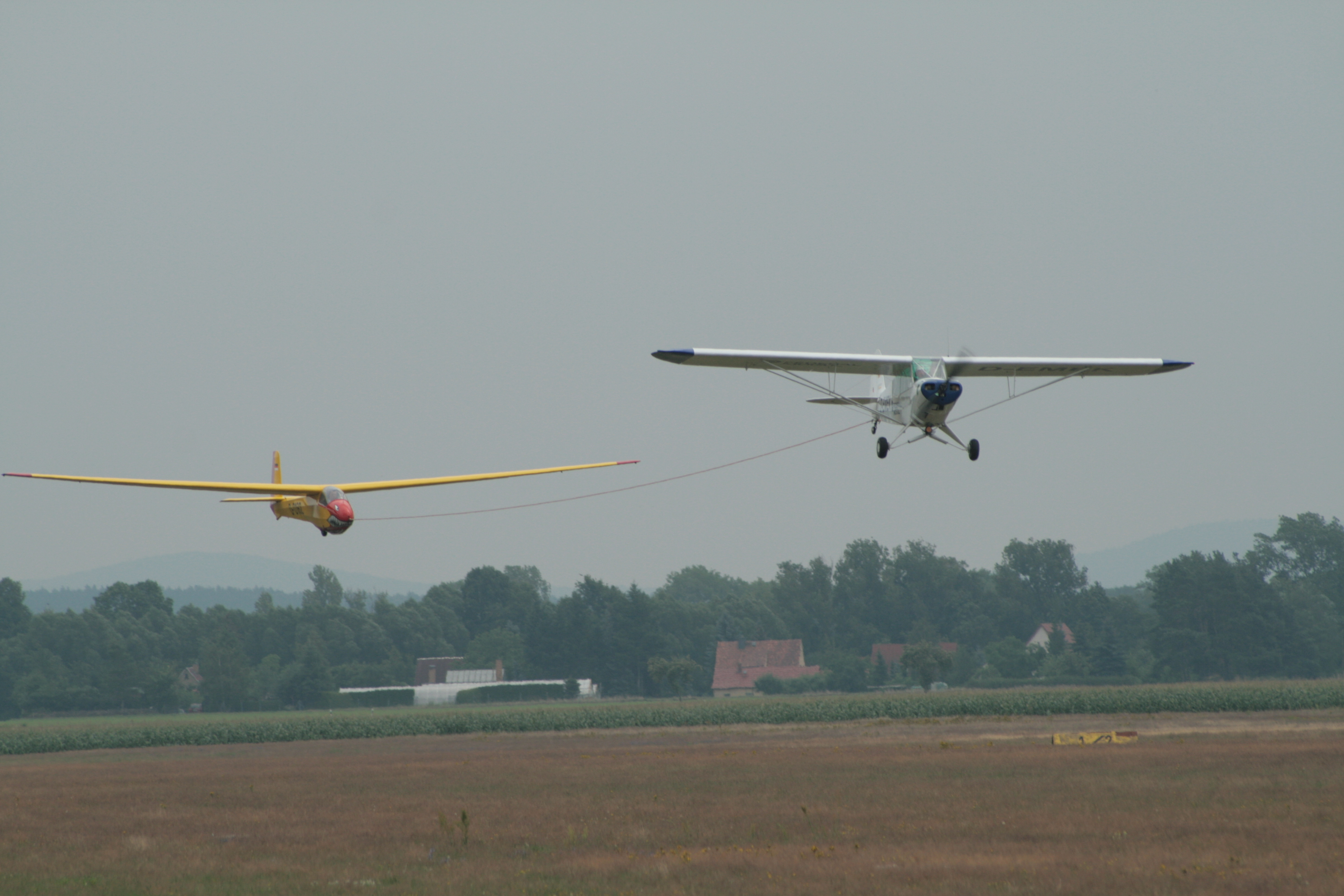
Un PA-18 mentre traina un aliante Schleicher K 8.

PA-18-95
prima versione di serie, equipaggiata con un motore Continental C90-8 da 95 hp (67 kW), realizzata in 838 esemplari.
PA-18-125
versione equipaggiata con un motore Avco Lycoming O-290 da 125 hp (93 kW).
PA-18-135 Super Cub
versione equipaggiata con un motore Avco Lycoming O-290-D2 da 135 hp (101 kW).
PA-18-150
versione equipaggiata con un motore Avco Avco Lycoming O-320 da 150 hp (112 kW).
PA-18A
versione aereo agricolo.
PA-18 idro
versione idrovolante a scarponi.
L-18
versione militare basata sul PA-18.
L-21A
versione militare del PA-18-125 Super Cub equipaggiata con un motore Avco Lycoming O-290-II da 125 hp (92 kW), con 150 velivoli consegnati.
L-21B
versione militare del PA-18-135 Super Cub equipaggiata con un motore Avco Lycoming O-290-D2 da 135 hp (101 kW), con 584 velivoli consegnati, molti dei quali a nazioni alleate nell'ambito del Mutual Defense Assistance Program e dal 1962 ridesignata U-7A.

## Utilizzatori

### Militari
Belgio
- Composante air de l'armée belge

 Bosnia ed Erzegovina
- Ratno zrakoplovstvo i protivzračna Odbrana Bosne i Hercegovine

Un unico esemplare in organico, ma, al febbraio 2017 non risulta operativo.
 Giappone
- Rikujō Jieitai

62 L-21B in servizio dal 1954 al 1965.
 Iran
- Niru-ye Havayi-ye Artesh-e Jomhuri-ye Eslami-e Iran

 Israele
- Heyl Ha'Avir

 Italia
- Aviazione Leggera dell'Esercito

operò con 65 esemplari di L-18 C e 237 esemplari di L-21A e B.
 Paesi Bassi
- Koninklijke Luchtmacht

 Stati Uniti
- United States Air Force

 Turchia
- Türk Hava Kuvvetleri

 Uganda
- Ugandan Air Force

 Uruguay
- Fuerza Aérea Uruguaya